# 和合恒男
和合 恒男（わごう つねお、1901年（明治34年）5月10日 - 1941年（昭和16年）5月16日）は、日本の農本主義者で、長野県東筑摩郡波多村（現松本市）に農本主義に基づく私塾をつくった。

## 来歴・人物
1901年（明治34年）5月10日、長野県東筑摩郡本郷村横田（現在は松本市横田）に生まれる。1919年（大正8年）に松本中学校から松本高等学校文科乙類に進むが、型にはまった教育が嫌になり、小学校の代用教員をつとめたりした。松本高等学校では鈴沢寿の薫陶を受け、日蓮主義青年団妹尾義郎の傘下に入り、松高日蓮主義青年団を結成している。
1922年（大正11年）に東京帝国大学文学部印度哲学科に入学したが、大学に魅力を感じず、雑司ヶ谷の若人社（日蓮主義青年団本部）に起居し、妹尾義郎とともに日蓮主義の研究をした。1923年（大正12年）には、東京帝国大学在学のまま野沢中学校の国語・漢文・英語の教師として赴任し、そのまま大学を卒業した。1926年（大正15年）には、長野高等女学校に転任し、国語・英語を教える。
1927年（昭和2年）3月に佐久郡（旧　佐久穂町）の女性と結婚。結婚後すぐに、茨城県友部（現笠間市）の日本国民高等学校に教師兼生徒として赴任する。1年後には、瑞穂精舎設立準備のため、波田学院に住み込み、農業を担当する。またこのころ、松本女子師範学校（後の信州大学）の講師として哲学史を講義したり、青年訓練所充当実業補習学校の嘱託をつとめたりもした。1928年（昭和3年）6月20日に、瑞穂精舎の塾舎1棟（60坪）の落成式をあげる。土地は県有地を借りたもので、赤松林を切りひらいて舎屋や畑1町2反歩、水田5反5畝を自ら開拓した。翌1929年（昭和4年）5月19日、瑞穂精舎に第1期生8人を迎えて開舎式を行う。実践教育は「行学二道」を掲げ「法華経を中心に、東西の主なる道の本質を究め」「日本魂を練磨」「百姓生活の修行により、農道本来の神聖を体得」「心身健全なる真人間」を目指した。塾生も和合も瑞穂精舎で、玄米・菜食・禁酒・禁煙で、早起きや薪割りや田植えから稲刈り、また、様々な宗教の経典を共に学び、師弟一体の共同生活を送った。1931年（昭和6年）から1938年（昭和13年）までの間に、折口信夫、国木田独歩等の人物を講師に招き、14回の講習会（季節講習会、百姓講習会、短期講習、農協講習会、農道講習会、東洋文化講習会など）を行っている。
1931年（昭和6年）2月10日には、月刊雑誌『百姓』を創刊した。定価9銭で、3月6日までに誌代払込みがあったのは1224部であった。翌年初めの時点での購読は1514であった。1938年（昭和13年）10月「ひのもと会」（本部＝三重県宇治山田市）が結成されたが、和合は世話人11人の1人としてこれに参加し、雑誌『百姓』は「ひのもと会」の機関誌になり『ひのもと』と改題したので、『百姓』は第8巻10号で終刊になる。
1931年8月には、政治団体「日本農民協会」（事務局＝瑞穂精舎）を結成した。その綱領は「日本国体に基き、自治的農本政治の確立」「自治的経済組織の確立により、国家社会の安定」「神ながら農本文化の建設」とうたっている。1932年（昭和7年）4月に、日本農民協会は「三ケ条請願運動」を起こす。これは、「農家負債三か年据置き」「肥料資金反当一円補助」「満蒙移住費五千万円補助」を目指すもので、他の仲間とも連携して5月末までに請願署名が3万297人分が集まった。そのうち長野県が2万5022人、波田村が696人であった。この請願は衆議院を通過したが、貴族院で握りつぶされた。1932年の五・一五事件では、三ケ条請願運動の一翼をになった橘孝三郎が指導的役割を果たしていたことから、事件とは全く関係が無かったが妹尾義郎と交友関係にあったため、瑞穂精舎も官憲の警戒を受けるに至る。官憲が自宅に入った時、「赤は赤でも日の丸の赤だ」と言って追い返したのは有名である。そこで、1933年（昭和8年）10月、日本農民協会を発起者とした五・一五事件への「国民総懺悔祈誓祭」を明治神宮で行い、祈誓人2104人分の名簿を神前に捧げた。
1935年（昭和10年）9月に行われた長野県会議員選挙に立候補し、当選した。ところが、同年10月には肺浸潤のため病床に伏し、思うような活動はできなかった。翌1936年（昭和11年）12月には、鈴沢寿と代田文誌が編者になって、和合の療養資金をつくるために、和合の書き溜めた文章から一部を選んで『和合文叢』を発刊した。初版700部も、再版1600部も売り尽くされた。病状は快方に向かい、1937年（昭和12年）5月に床上げ祝いをした。和合は1938年（昭和13年）3月、大陸の留学生を瑞穂精舎に入れることを考え、満洲から13人、朝鮮半島から5人の留学生が入舎し、内地の2人とともに、同年5月から協和教育が始まった。1941年（昭和16年）1月に、満州や朝鮮からの留学生数十名とともに卒塾式において「南無大御御親（なむおおほみおや　nam oohm mioya）の神道の真言を大きな声で唱え続けて、日本に留学していた塾生を帰国に送り出した直後、病状が極度に悪化し、肺結核・喉頭結核の兆候が明らかになる。同年5月16日に亡くなった。享年41であった。俳句や短歌を好み、自分と同じ様に病弱な境遇の正岡子規に手紙を出して、自身が作った句の批評を求める事もあった。当時としては早くから遠い海外のマハトマ・ガンディーのことを聞き及んで「ガンジー和尚」と尊敬していた。訳書に『聖詩集（法句経すなわちダンマパダ）』がある。（県立長野図書館および旧制松本高等学校に所蔵）

## 年譜
- 1901年（明治34年）5月10日 - 出生
- 1914年（大正3年） -旧制松本中学校入学
- 1919年（大正8年） - 松本高等学校に入学
- 1922年（大正11年） - 東京帝国大学文学部印度哲学科に入学
- 1923年（大正12年） - 東京帝国大学在学のまま野沢中学校の国語・漢文・英語の教師として赴任、その後大学を卒業
- 1926年（大正15年） - 長野高等女学校に転任し、国語・英語を教える
- 1927年（昭和2年）3月 - 結婚
- 1927年（昭和2年）3月 - 茨城県友部（現笠間市）の日本国民高等学校に教師兼生徒として赴任
- 1928年（昭和3年） - 瑞穂精舎設立準備のため、波田学院に住み込み、農業を担当。またこのころ、松本女子師範学校の講師として哲学史を講義したり、青年訓練所充当実業補習学校の嘱託をつとめた
- 1928年（昭和3年）6月20日 - 瑞穂精舎の塾舎1棟（60坪）の落成式をあげる
- 1929年（昭和4年）5月19日 - 瑞穂精舎に第1期生を迎え、開舎式を行う
- 1931年（昭和6年）2月10日 - 月刊雑誌『百姓』を創刊
- 1931年（昭和6年）8月 - 政治団体「日本農民協会」（事務局＝瑞穂精舎内）を結成
- 1932年（昭和7年）4月 - 日本農民協会は「三ケ条請願運動」を起こす
- 1933年（昭和8年）10月 - 日本農民協会を発起者とした「国民総懺悔祈誓祭」を明治神宮で行う
- 1935年（昭和10年）9月 - 県会議員選挙に当選
- 1935年（昭和10年）10月 - 肺浸潤のため病床に伏す
- 1936年（昭和11年）12月 - 『和合文叢』発刊
- 1937年（昭和12年）5月 - 肺浸潤からの床上げ祝いをする
- 1938年（昭和13年）10月 - 「ひのもと会」（本部＝三重県宇治山田市）の結成に世話人11人の1人として参加。『百姓』は「ひのもと会」の機関誌になって改題したので、『百姓』は第8巻10号で終刊になる
- 1941年（昭和16年）1月 - 病状が極度に悪化し、肺結核・喉頭結核の兆候が明らかになる
- 1941年（昭和16年）5月16日 - 逝去。享年41